# Xã Breckenridge, Quận Caldwell, Missouri
Xã Breckenridge (tiếng Anh: Breckenridge Township) là một xã thuộc quận Caldwell, tiểu bang Missouri, Hoa Kỳ. Năm 2010, dân số của xã này là 547 người.